# Escalaris
L'escalaris (Pterophyllum scalare) és un peix d'aigua dolça tropical de la família dels cíclids, originari de les regions humides de l'Amazones.
És el peix d'aquari potser el més conegut del gènere Pterophyllum per la gran capacitat d'adaptació, la gran longevitat que té (deu anys de mitjana) i la facilitat de reproducció. És molt apreciat per tenir una forma elegant i per la gran varietat de colors que pot presentar.

## Taxonomia
Pterophyllum scalare rebé la denominació inicial de Zeus scalaris el 1823, i posteriorment altres noms, com ara Platax scalaris, Plataxoides dumerilii, Pterophillum eimekei, Pterophyllum dumerilii i Pterophyllum eimekei.

## Descripció
- Els escalaris presenten un cos comprimit lateralment, amb grans aletes dorsals i ventrals que acaben en filament, que donen als peixos una forma general de delta. En total, el cos és més alt que llarg. A l'edat de 2 anys, tenen una mida de 15 a 18 cm d'alt per 12 a 15 cm de llarg.
- Les aletes pelvianes estan atrofiades en la forma de llargs filaments.
- Els espècimens salvatges són argentats amb ratlles negres, però entre les varietats criades hi ha una gran varietat de patrons.

## En l'aquari

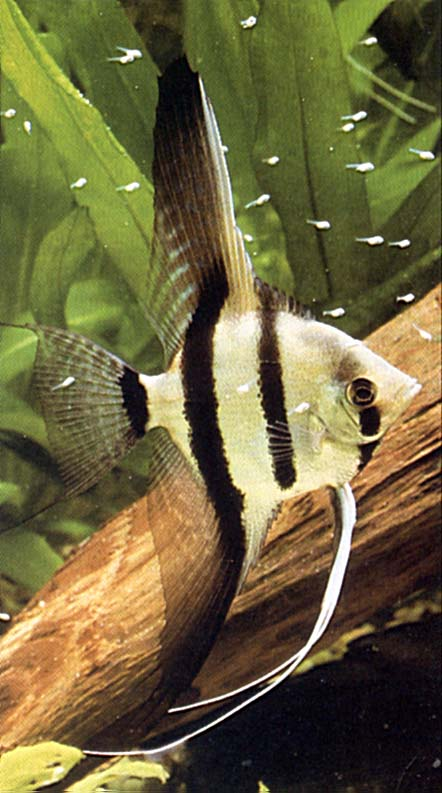
Pterophyllum scalare

Els escalaris es tracten d'una de les espècies més populars en el món de l'aquariofília i un dels cíclids més habituals en captivitat. De fet, la immensa majoria d'espècimens que es poden trobar als establiments comercials provenen de piscifactories o de la cria domèstica.

### Manteniment
Es recomana tenir-los en aquaris amb una temperatura d'un rang entre 24-28 °C. L'aigua cal que sigui lleugerament àcida, amb un pH per sota de 7, tot i que els escalars (a diferència d'altres espècies del gènere que no són tan populars en captivitat) poden tolerar un rang major de valors. Es recomana alimentar-los amb escames, i periòdicament també amb menjar viu o congelat.
Cal tenir present que si conviuen amb peixos més petits, com ara neons, poden arribar a menjar-se'ls, especialment quan aquests estan poc atents a la matinada. És important no tenir-los amb peixos agressius, fins i tot si són petits, perquè poden mossegar-los les aletes flotants.

### Reproducció
Són una espècie relativament fàcil de criar a l'aquari. És monògama i, si un dels membres desapareix, pot ser difícil que l'altre torni a formar parella.
Segons les condicions, poden arribar a la maduresa sexual entre 6 i 12 mesos. Si els ous no progressen (o es treuen) de l'aquari, la parella pot arribar a fresar en un interval d'entre 1-2 setmanes. A partir dels tres anys, la freqüència de fresa disminueix fins a desaparèixer.
Durant la fresa i creixement dels alevins els pares són molt territorials i atacaran no només altres escalars sinó tot altre peix que hi hagi al voltant. En algunes circumstàncies d'estrès alguns pares poden menjar-se els ous. Si ja han fet una altra fresa, poden també menjar-se o atacar els alevins d'unes anteriors.
Quan la parella està preparada per fresar, elegiran un mitjà apropiat sobre el qual pondre els ous i passaran un o dos dies netejant la superfície d'algues i detritus. Aquest mitjà pot ser una planta de fulla ampla, una superfície plana com ara una peça de pissarra col·locada verticalment a l'aquari, un tub longitudinal, o fins i tot els costats de vidre de l'aquari. La femella dipositarà una línia d'ous sobre el substrat de fresa, seguidament el mascle fertilitzarà els ous. Aquest procés es repetirà fins que col·locar-hi un total d'entre 100 i 1.200 ous, depenent de la mida i la salut de la femella. Com ambdós pares tenen cura de les cries durant tot el desenvolupament, la parella fan torns per mantenir una alta taxa de circulació d'aigua al voltant dels ous nedant molt a prop d'aquests i ventant-los amb les seves aletes pectorals. En pocs dies, els ous es desclouen i les cries romanen unides al substrat de fresa. Durant aquest període, les cries no menjaran res i sobreviuran mitjançant el consum de les restes de les seves bosses del rovell. En una setmana, les cries se separen i comencen a nedar. Uns pares exitosos mantindran una estreta vigilància sobre les cries fins que puguin nedar lliurement. En l'etapa de natació lliure, els alevins poden ser alimentats amb artemia salina acabada de néixer (Artemia spp.) o microcucs. És acceptat per la majoria d'aficionats que l'artemia afavoreix un creixement més ràpid dels alevins.